# Didier Coste
Ne doit pas être confondu avec Didier Costes.
Didier Coste, né en Dordogne en 1946, est un écrivain, traducteur littéraire et universitaire franco-australien. 

## Biographie
Après un doctorat en esthétique littéraire et un doctorat en littérature espagnole, il a soutenu une thèse d’habilitation en littérature comparée. Il a enseigné en Australie, en Belgique, en Espagne, en France, au Canada, aux États-Unis et en Tunisie. Son œuvre littéraire publiée en français et en anglais, ses traductions, ainsi que ses recherches et ses initiatives en tant que théoricien de la littérature s'inscrivent de façon originale dans le mouvement de pensée poursuivant sous des formes diverses l'entreprise critique d'écriture au sens de Roland Barthes et du Nouveau Roman.
En 1997, il devient professeur au sein de l'UFR Lettres de l'Université Michel-de-Montaigne Bordeaux III.

## Noesis (1983-1997)
Il fonde l'association Noesis à Calaceite en Espagne en 1983. Avec un groupe d’intellectuels et d’écrivains dont Bernardo Schiavetta, Pierre Silvain, Jan Baetens et Ángel Crespo, il organise des expositions et des colloques et il publie une trentaine de volumes de création et de critique littéraires et artistiques. Pendant quatorze ans, Noesis constituait un espace de rencontre et de coopération pour des chercheurs et des artistes principalement français, espagnols, belges et latino-américains. L'association offrait des bourses pour financer des séjours de recherche-création ainsi qu'une résidence qu'elle mettait à la disposition des artistes et des chercheurs.

## Œuvre littéraire
- Environs d'un temps, poèmes, Minuit, 1963.
- La Lune avec les dents, roman, Minuit, 1963.
- Je demeure en Sylvia, récit, Minuit, 1966.
- Le Voyage organisé, roman, Le Seuil, 1968.
- Journal exemplaire d'une enquête en province, Le Seuil, 1969.
- Pour mon herbe, poèmes, Le Seuil, 1970.
- Le Retour des cendres, théâtre, L’Âge d’Homme, Lausanne, 1972.
- Vita Australis (bilingual edition), Wild & Woolley, Sydney, 1977.
- Vita Australis, poésie (édition augmentée), Flammarion, 1981.
- La Leçon d'Otilia, par A. Saint-Amand, La Différence, 1995.
- Days in Sydney, roman, Agnès Viénot, 2005.
- Anonymous of Troy, Puncher & Wattmann, Sydney, 2015.

## Traductions

### De l’espagnol et du catalan vers le français
- Arenas, Reinaldo : Le Monde hallucinant , Seuil, 1968. Nouvelle éd., coll. Points, 1989 ; nouvelle éd, révisée, avec postface du traducteur, Mille et une nuits, Fayard, 2002.
- Lezama Lima, José : Paradiso , Seuil, 1971. Nouvelle éd., coll. Points, 1984.
- Donoso, José : L’Obscène oiseau de la nuit , Seuil, 1972. Nouvelle édition, coll. Points, 1990.
- Arenas, Reinaldo : Le Puits,  Seuil, 1974. Nouvelle éd. révisée, avec postface du traducteur, sous le titre Celestino avant l’aube , Mille et une nuits, Fayard, 2003.
- Sabato, Ernesto : L’Ange des ténèbres  ; Seuil, 1976. (Prix du meilleur livre étranger, 1977) Nouvelle éd., coll. Points, 1983, nouvelle édition dans Œuvres romanesques , Seuil, 1996.
- Puig, Manuel : Les Mystères de Buenos Aires , Seuil, 1975. Nouvelle éd., coll. Points, 1989.
- Arenas, Reinaldo : Le Palais des très blanches moufettes,  Seuil. Nouvelle éd. révisée, avec postface du traducteur, Mille et une nuits, Fayard, 2005 et 2006.
- Arenas, Reinaldo : Arturo l’étoile la plus brillante , Seuil, 1985. Nouvelle édition révisée, avec postface du traducteur, Mille et une nuits, Fayard, 2004.
- Fomosa, Feliu : Semblance , poème traduit du catalan, coll. Parvula, Noesis, ill. par Christiane Malval, 1991.
- Crespo, Ángel : La Forêt transparente , coll. Parvula, Noesis, ill. par Rafols-Casamada, 1991.
- Talens, Jenaro : Moins qu’une image , Noesis ; ill. par Jean-Paul Billerot, 1992.
- Marti i Pol, Miquel : Cahier de vacances  (trad. du catalan), éd. bilingue, coll. Parvula, Noésis, 1994.
- Steimberg, Oscar : Figuration de Gabino Betinotti, suivi de Gardel et la Tsarine, Reflet de Lettres, 2015.
- Romano Sued, Susana : Quelque chose d'inoui, maintenant, anthologie poétique bilingue, Reflet de Lettres, 2015.

### De l'anglais vers le français
- Mandela, Nelson : L'Apartheid, Editions de Minuit, 1965.
- Marcuse, Herbert : Contre-révolution et révolte, Seuil, 1973.
- Rhinehart, Luke : L’Homme-Dé , Seuil, 1973. Nouvelles éditions L’Olivier, 1995 et 1997.
- Durrell, Lawrence : Les Îles grecques , Denoël, 1977.
- Marcuse, Herbert : La Dimension esthétique , Seuil, 1979.
- Millhauser, Steven : La Vie trop brève d’Edwin Mullhouse, Albin Michel, 1975. (Prix Médicis Étranger, 1975) Nouvelle éd., coll. Points, 1989, nouvelle éd. Albin Michel, 2000, nouvelle éd. Livre de Poche LGF, 2002 et 2009
- Millhauser, Steven : Portrait d’un romantique, (en collaboration), Denoël, 1982..

## Publications en revue et collectifs
Didier Coste a publié plus d'une centaine d'articles en critique et en théorie littéraire notamment dans Critique, Poétique, Littérature, Modernités, Fabula, Eutopías, MLN, Sub-Stance, Comparative Literature Studies, Recherche littéraire, Jadavpur Journal of Comparative Literature.